# Franz Borkenau
Franz Borkenau (parfois aussi prénommé Frank ou Franck et nommé Borkenau-Pollack ou Borkenau-Pollak), né le 15 décembre 1900 à Vienne, en Autriche, et mort le 22 mai 1957, est un essayiste et universitaire autrichien.

## Biographie
Lorsqu'il étudie à l'Université de Leipzig, en Allemagne, ses principaux centres d'intérêt sont le marxisme et la psychanalyse. En 1921, Borkenau rejoint le Parti communiste d'Allemagne (KPD) et agit comme agent du Komintern. En 1924, une fois diplômé, il s'installe à Berlin. En 1929, il se désengage du KPD et du Komintern, dégoûté de la manière avec laquelle les communistes opéraient. Malgré cette rupture, Borkenau reste engagé à gauche et travaille comme chercheur à l'Institut de recherche sociale à Francfort. Il s'intéresse alors principalement à la relation entre le capitalisme et les idéologies. En 1933, au moment de l'accession au pouvoir d'Hitler, Borkenau s'échappe d'Allemagne du fait de ses origines juives. Il vit successivement à Vienne, Paris et Panamá. En exil, Franz Borkenau soutient Neu Beginnen, un groupe de Résistance allemande au nazisme. 
Il a été en couple un temps avec l'historienne francophone d'origine autrichienne Lucie Varga, qui a notamment travaillé sur l’Allemagne et l’Autriche pendant l’entre-deux-guerres, en particulier sur la naissance du nazisme. 
En août et en septembre 1936, Borkenau visite l'Espagne et observe les effets de la guerre civile espagnole à Madrid, Barcelone et Valence. Au cours de son voyage, sa désillusion envers le communisme est encore plus grande face à l'attitude des agents du NKVD, la police politique soviétique, et à celle du Parti communiste d'Espagne (PCE). En janvier 1937, lors d'une seconde visite en Espagne, Borkenau devient critique sur le comportement des agents soviétiques. Il est dénoncé comme disciple de Léon Trotsky, est arrêté et torturé par des communistes du PCE, avant d'être relâché. Cette expérience lui a inspiré son livre le plus célèbre, Spanish Cockpit. 
Pendant la Seconde Guerre mondiale, Borkenau vit à Londres et écrit pour la revue Horizon. 
En 1947, Borkenau retourne en Allemagne et enseigne à l'Université de Marbourg. En 1950, il participe à la conférence à Berlin (aux côtés d'autres intellectuels anticommunistes comme Hugh Trevor-Roper, Ignazio Silone, Raymond Aron, Arthur Koestler, Sidney Hook et Melvin J. Lasky) qui a conduit à la fondation du Congrès pour la liberté de la culture. Borkenau a été très actif au sein de l'association et a souvent été la cible d'intellectuels marxistes, comme Isaac Deutscher, du fait de son anticommunisme virulent.
Dans les années 1950, Borkenau se fait remarquer en tant qu'expert du communisme et de l'Union soviétique. Il est à cette époque un partisan de premier plan de la théorie du totalitarisme. Usant des méthodes de la kremlinologie, il confronte les déclarations officielles soviétiques avec la place des dirigeants dans les événements organisés par le Kremlin pour déterminer les dirigeants qui étaient bien vus ou mal vus de Staline.
Borkenau s'est également engagé dans une confrontation intellectuelle avec les travaux de Arnold J. Toynbee et Oswald Spengler autour de la question du rythme et des causes du déclin des civilisations. Son dernier essai sur la question a été publié de manière posthume par son ami Richard Löwenthal. Dans les dernières années de sa vie, Borkenau demeure à Paris, à Rome, puis à Zurich, où il est mort soudainement en 1957, victime d'une attaque cardiaque.

## Ouvrages
- Spanish Cockpit : Rapport sur les conflits sociaux et politiques en Espagne (1936-1937), traduit de l'anglais par Michel Pétris, Paris, Champ Libre, 1979, lire en ligne.
- (en) The Transition From the Feudal to the Bourgeois World View, 1934.
- (en) Modern Sociologists: Pareto, Londres, Chapmann & Hall, 1936.
- (en) The Spanish Cockpit: An Eye-Witness Account of the Political and Social Conflicts of the Spanish Civil War, Londres, Faber and Faber, 1937.
- (en) Austria and After, Londres, Faber and Faber, 1938.
- (en) The Communist International, Londres, Faber and Faber, 1938.
- (en) The Totalitarian Enemy, Londres, Faber and Faber, 1940.
- (en) Socialism, National or International, Londres, Routledge, 1942.
- (en) European Communism, New York, Harper, 1953.
- (en) World communism: A History of the Communist International, Ann Arbor, University of Michigan Press, 1962.
- (en) End and Beginning : On the Generations of Cultures and the Origins of the West, édité par Richard Löwenthal, New York, Columbia University Press, 1981.